# Resolução 80 do Conselho de Segurança das Nações Unidas
Resolução 80 do Conselho de Segurança das Nações Unidas, aprovada em 14 de março de 1950, tendo recebido os relatórios da Comissão da Índia e o Paquistão, bem como um relatório do General A. G. L. McNaughton o Conselho elogiou a Índia e o Paquistão pela sua conformidade com o cessar-fogo e para a desmilitarização de Jammu e Caxemira e o acordo sobre a frota do Almirante Chester W. Nimitz como futuro Administrador do Plebiscito. O Conselho nomeou um representante das Nações Unidas para ajudar nos preparativos e na implementação do programa de desmilitarização, para aconselhar os governos da Índia e o Paquistão, bem como as do Conselho, exercer todo o poder e as responsabilidades da Comissão das Nações Unidas da Índia e o Paquistão, para providenciar um Administrador do Plebiscito para assumir todas as funções que lhe são atribuídos na fase adequada de desmilitarização e enviar um relatório ao Conselho quando necessário.
A resolução passou a exigir que os dois governos tomassem todas as precauções necessárias para garantir que o cessar-fogo continue, agradeceu aos membros da Comissão das Nações Unidas da Índia e o Paquistão, bem como o General A. G. L. McNaughton e concordou que a Comissão das Nações Unidas da Índia e o Paquistão seria encerrado um mês após ambas as partes tenham se informado ao representante das Nações Unidas da sua aceitação da transferência dos poderes e responsabilidades da Comissão das Nações Unidas para ele.
Foi aprovada com 8 votos, Índia e a Iugoslávia se abstiveram, e a União Soviética estava ausente quando a votação ocorreu.